# Флоренс Маккарти
Фингин Мак Доннча Мак Картейг (ирл. Fínghin mac Donncha Mac Carthaig), англизированный вариант Флоренс Маккарти (англ. Florence MacCarthy; 1560—1640) — ирландский племенной вождь конца XVI века и последний заслуживающий доверия претендент на титул главы клана Маккарти до его ликвидации английской властью. Участие Мак-Картейга в Девятилетней войне (1595—1603) привело к его аресту короной, и последние 40 лет своей жизни он провел в заключении в Лондоне. Его земли были распределены между его родственниками и английскими колонистами.

## Юность
Мак-Картейг родился в 1560 году в замке Килбриттен близ Кинсейла в провинции Манстер в Ирландии. Представитель династии Маккарти, правителей (баронов) Карбери, сына Доноха Маккарти Рейга, 15-го принца Карбери (1567—1576). Его дедом был Донал Маккарти Рейг, 12-й принц Карбери.
Значение карьеры Мак-Картейга заключается в том, что он руководил территориями в Западном Манстере в то время, когда Тюдоры завоевывали Ирландию. Юго-Западный Манстер был областью, наиболее открытой для испанской интервенции, которая обсуждалась с конца 1570-х годов, чтобы помочь католическим восстаниям в Ирландии. Властителем большей части этих земель, за исключением Карбери, был Маккарти Мор из Десмонда, чьи земли располагались в современных западных графствах Корк и Керри. Кроме того, существовали еще три княжеские ветви династии Маккарти: Маккарти Маскерри и Маккарти из Духаллоу, и, наконец, самая богатая: Маккарти Рейг из независимого Карбери, отец Флоренс которого был полу-самостоятельным принцем. Именно в сложное взаимодействие между английским правительством и этими противоборствующими ветвями власти и попал Флоренс.
Во время восстаний Десмондов (1569—1573 и 1579—1583) ветвь Мак-Картейг-Рейг установила свою лояльность короне, чтобы отстоять независимость от своих номинальных сюзеренов, графа Десмонда и Мак-Картейг-Мора, которые оба подняли восстание. Отец Мак-Картейга, Доннхад Мак-Картейг Рейг, верно служил короне и сообщил, что он мобилизовал своих людей, чтобы изгнать мятежника Джеральда Фицджеральда, 15-го графа Десмонда, со своей территории во время второго восстания Десмондов. Когда в 1581 году умер его отец, Мак-Картейг, которому к тому времени было уже около двадцати пяти лет, возглавил около 300 человек на английской службе при содействии английского капитана Уильяма Стенли и его лейтенанта Жака де Франчески под общим командованием графа Ормонда. Они изгнали оставшихся сторонников Десмонда с территории Маккарти, «в его собственную пустынную страну», где войска мятежных графов не могли найти провизии и дезертировали. Мак Картейг также приписывал себе убийство Гори Максуини и Моррис Роу, двух капитанов галлогласов.
После смерти своего отца в 1581 году Мак Картейг унаследовал значительную собственность, но не был танистом принца (вторым по старшинству и обычно преемником главы), и поэтому не принял титул своего отца, который перешел к дяде Мак Картейга, Оуэну Маккарти Рейгу, 16-му принцу Карбери (1520—1594). Должность таниста досталась двоюродному брату Мак-Картейга, Доналу на Пипи. Но в 1583 году Мак-Картейг все же отправился ко двору, где был принят английской королевой, которая даровала ему 1000 марок и ренту в 100 марок. В 1585 году он был членом ирландского парламента в Дублине.

## Тауэр
После его женитьбы на Эллен, дочери и единственной наследнице Мак-Картейг-Мора (также граф Кланкэр), Фингин Мак Донха потерпел поражение от королевского правительства в Манстере из-за предполагаемого объединения двух основных ветвей клана карти. Вдобавок к подозрениям правительства ходили слухи о его связях с Испанией. В частности, его обвинили в контакте с Уильям Стэнли и Жаке де Франчески, который дезертировал с полком ирландских солдат с английской на испанскую сторону в начале Восьмидесятилетней войны во Фландрии.
В результате этих подозрений Мак-Картейг был арестован в 1588 году в качестве меры предосторожности против принятия им титула Мак-Картейг Мор, который дал бы ему власть над огромными поместьями и тысячами сторонников. Английские власти считали такую перспективу слишком опасной в стране, которую они пытались усмирить и разоружить.
Шесть месяцев спустя Мак Картейг был переведен в Дублин, а затем в Лондон, куда он прибыл в феврале 1589 года, где был заключен в Тауэр. Его жена сбежала из Корка через несколько дней, вероятно, по его указанию. Мак Картейг был осмотрен в марте был допрошен Тайным советом, где он отрицал всякое соучастие в континентальных интригах английских католиков. Его отправили обратно в Тауэр, но пятнадцать месяцев спустя его жена появилась при дворе. Сэр Томас Батлер, 10-й граф Ормонд, вызвался поручиться за него в сумме 1000 фунтов стерлингов. Поскольку против него не было выдвинуто никаких обвинений, Мак-Картейг был освобожден в январе 1591 года при условии, что он не покинет Англию и не выедет за пределы Лондона более чем на три мили без разрешения. Главный секретарь королевы, Лорд Бёрли, защитил Флоренса Маккарти от его кредиторов и разрешил взыскать старый штраф в размере 500 фунтов стерлингов, причитающийся короне от лорда Барри, его соседа и соперника в Манстере, которого он обвинил в своем аресте. Позднее лорд Барри обвинил его в нелояльности. Впоследствии Мак Картейг получил разрешение вернуться в Ирландию.

## Споры о правопреемстве
Фингин Мак Доннча вернулся в Ирландию (хотя формально он все еще был пленником) в ноябре 1593 года, следуя за своей женой и ребенком. В следующем году умер его дядя Оуэн (Мак-Картейг Рейг), и его место занял племянник, Донал на Пипи. Последний связал себя суммой в 10 000 фунтов стерлингов, чтобы не отвлекать преемника Мак-Картейга Рейга от Маккарти, который, в свою очередь, был его танистом. Мак Картейг предстал перед Советом в Дублине в июне 1594 года, чтобы ответить на обвинения Дэвид де Барри, 5-й виконт Буттевант, местного соперника Мак-Картейга, с которым у него был земельный спор, в который он снова ввязался. Затем Флоренс вернулась в Англию по разрешению суда и оставалась там до весны 1596 года в тщетной попытке привлечь к суду лорда Буттеванта.
В 1596 году Донал Мак-Картейг, Мак-Картейг Мор и граф Кланкарти умерли без мужского потомства, и вопрос о престолонаследии сильно осложнился. По закону поместье Кланкар должно было перейти к короне, но Мак Картейг получил закладную на эти земли, а также право на наследство от своей жены. Другой Донал, незаконнорожденный сын графа (не путать с Доналом на Пипи), также претендовал не на английское графство, а на титул Мак-Картейг-Мор. Фингин Мак Донха Мак Картейг в будущей переписке будет называть Донала «ублюдком Доналом».
Было крайне маловероятно, что английские власти признают Мак-Картейга или дадут ему наследственный английский титул, поскольку они хотели разделить земли Мак-Картейга; поэтому настоящий судебный спор сводился к взысканию земель Флоренса в пользу английского закладчика (Уильяма Брауна), который владел ими из-за долга, причитавшегося ему графом. В июне 1598 года Мак Картейг отправился в Англию, чтобы заняться этим вопросом.
Однако ситуация изменилась с прибытием в Манстер ольстерских войск Хью О’Нила, возглавлявшего общенациональное восстание — Девятилетнюю войну — против английского правительства в Ирландии. Осенью сообщалось, что Донал Мак-Картейг (незаконнорожденный сын покойного графа) признал власть мятежника О’Нила и принял титул Мак-Картейга Мора, но О’Салливан Мор отказался от белого жезла или жезл инаугурации (который символически одобрил вступление) в пользу Фингина Мак Доннчи Мак Картейга. В безвыходной ситуации, когда казалось, что все родные лордов в Манстере поддержали восстание, британская корона предоставила Мак Картейгу полное прощение, на условиях, что он немедленно вывести своих последователей из восстание в обмен на квалифицированные подтверждения своего титула против Донал Мак Картейга, но он увильнул от ответа и только вернулся в Манстер во время прибытия сэра Роберта Девере, 3-го графа Эссекса — на чью благосклонность он рассчитывал, — бросил командование в качестве лорда-лейтенанта в Ирландии в конце 1599 года и вернулся в Англию. Мак-Картейг сумел договориться с англичанами о поддержке своих притязаний на землю и титул, но с той же целью поддерживал контакт с мятежниками. Это заставило некоторых авторов утверждать, что его подлинные симпатии были связаны с мятежниками, особенно потому, что в молодости он был описан как «очень ревностный в старой религии [католицизм]». Однако более вероятно, что Фингин Мак Доннча использовал обе стороны в качестве рычага для достижения своих собственных целей.

## Война в Манстере
Во время Девятилетней войны в Манстере Мак-Картейг не участвовал в английской военной кампании и тайно вел переговоры с повстанцами под командованием Хью О’Нила и испанцами. Стратегия О’Нила состояла в том, чтобы поддержать тех местных ирландских лордов, которые были недовольны английской властью и имели достаточно земли и сторонников, чтобы внести свой вклад в его военные усилия.
В 1599 году Мак-Картейг посетил Фицтомаса Фицджеральда, графа Десмонда, в Карбери, где он утверждал, что говорил в пользу королевы. Более вероятно, что Мак-Картейг обещал свою поддержку мятежникам при условии, что Хью О’Нил признает его как Мак-Картейг Мора. В последующие дни Фицтомас, за которым неохотно последовал Донал Мак-Картейг, опустошил территорию Лорда Барри в Ибоне на том основании, что Барри отказался присоединиться к восстанию. Со своей базы в Кинсейле Фингин Мак Доннча перекрыл все подходы к своей стране.
В 1600 году армия Хью О’Нила прибыла в Манстер и разбила лагерь между реками Ли и Бандон, после чего Маккарти прибыл в лагерь для переговоров и был утвержден там как Мак-Картейг Мор за счет своего соперника, Донала Мак-Картейга. Теперь англичанам стало ясно, что Мак Картейг окончательно встал на сторону Хью О’Нила, и против него были предприняты военные действия. На самом деле Флоренс, возможно, просто играл на обе стороны, чтобы стать Мак Картейг Мором. В апреле английская экспедиция во главе с капитаном Джорджем Флауэром совершила набег на его земли в Карбери и вступила в кровавую стычку с отрядами Мак-Картейга, в результате которой погибло более 200 человек.
В том же месяце сэр Джордж Кэрью был назначен губернатором Манстера, с достаточным количеством людей и ресурсов, чтобы умиротворить провинцию. Кэрью вызвал Мак-Картейга в Корк, чтобы тот объяснил ему свое поведение. Вначале Мак-Картейг отказался войти, не получив гарантий своей жизни и свободы, а когда прибыл, то отказался отдать сына в заложники. Джордж Кэрью убеждал его поддержать английскую кампанию, но Мак-Картейг обещал лишь нейтралитет, утверждая, что он лоялен, но что если он открыто встанет на сторону англичан, то его собственные последователи покинут его (обычная просьба гэльских лидеров).
На самом деле в это время Мак-Картейг в перехваченном письме к Хью Роу О’Доннелу пытался заверить северных мятежников в своей приверженности их делу. Кроме того, он был главным связным на юге Ирландии для испанцев, которые планировали высадку в Манстере, что, по мнению Мак-Картейга, должно было окончательно решить исход войны. 5 января 1600 года он написал королю Испании Филиппу II через своего агента в Ольстере Донаха Мак Кормака Мак Картейга, предлагая испанской короне свою помощь и вассалитет взамен на военную помощь.
В последующие месяцы Джордж Кэрью подавил мятеж в Манстере, отвоевал замки мятежников, арестовал Фицтомаса, графа Сугана, и убедил Донала Маккарти перейти на другую сторону. Кэрью считал это весьма важным, потому что Донал Мак-Картейг был не только надежным соперником, но и знал отдаленную и гористую местность, в которой базировался Фингин Мак Доннча. Умиротворив провинцию, Кэрью не собирался оставлять Фингина Мак Доннчу на посту Маккарти Мора, полагая, что его власть сделает невозможным дальнейшее присутствие англичан в этом районе. С этой целью он арестовал Флоренса, вызвав его в свой лагерь для переговоров, за 14 дней до истечения срока безопасного поведения «по усмотрению» (то есть без предъявления обвинения) — действие, которое, хотя и было незаконным, было одобрено секретарем королевы Робертом Сесилом по государственным соображениям.
Мак-Картейг был отправлен в Англию в августе 1601 года и заключен в Тауэр. Джродж Кэрью также арестовал сына Мака Картейга, а также его родственников, Дермота Мак-Оуэна и Тайга Мак-Кормака, и его последователя О’Магона. Только месяц спустя испанцы высадились в Кинсейле и немедленно запросили Мак-Картейга, своего главного местного связного. Его отсутствие, без сомнения, было серьезным недостатком в организации местной поддержки. Большая часть родственников Мак-Картейга, включая как Донала, так и Донала на Пипи, перешла на сторону испанцев, но сдалась после победы англичан над ирландцами и испанцами в битве при Кинсейле в 1601 году.

## В заключении в Лондоне
Мак Картейг тщетно ходатайствовал об освобождении из тюрьмы с обещанием выступить против Хью О’Нила. После победы англичан в битве при Кинсейле его брат, Диармуд Маол («Лысый Дермот»), командовавший в его отсутствие последователями Фингина Мак-Доннчи, был случайно убит во время набега на скот людьми Донала II О’Донована под командованием Фингина Мак-Картейга, его двоюродного брата, сына его дяди Оуэна. Многие из его родственников также были убиты в различных столкновениях с английскими или соперничающими ирландскими войсками. В 1604 году он был переведен в Маршалси по состоянию здоровья, но отправлен обратно в Тауэр, получив разрешение читать свои книги.
В 1606 году Донал на Пипи отказался от своих притязаний на лордство Мак-Картейга и получил в дар территорию Карбери. Затем Сэр Ричард Бойл, 1-й граф Корк, и лорд Барри пытались отобрать у Мак-Картейга территорию, унаследованную от его отца, но он успешно сопротивлялся с помощью закона. Однако большая часть его бывших земель была перераспределена. Он снова отправился в Маршалси в 1608 году, был освобожден в 1614 году под залог в 5 000 фунтов стерлингов, чтобы не покидать Лондон, а в 1617 году был вновь отправлен в Тауэр по доносу его слуги Тейга О’Харли, утверждавшего, что он связан с Уильямом Стенли и несколькими изгнанными ирландскими католическими священниками и дворянами, включая Хью Магуайра. Мак-Картейг должен был быть освобожден в 1619 году, но в 1624 году был отправлен обратно в сторожку, в «маленькую узкую тесную комнату без видимости воздуха», из-за смерти двух его поручителей, Доноха О’Брайена, 4-го графа Томонда, и сэра Патрика Барнуолла. Он был освобожден в 1626 году под новые поручительства и выиграл свой затянувшийся судебный процесс за баронство Молахифф в 1630 году (хотя все земли все еще находились во владении английских закладчиков в 1637 году).
Маккарти прожил остаток своей жизни в Лондоне, где написал книгу по История Ирландии, Mac Carthaigh's Book, основанную на старинных ирландских текстах. Он писал, что, «хотя они [ирландцы], по мнению многих, более приспособлены к тому, чтобы быть выкорчеванными, чем страдать, чтобы наслаждаться своими землями, они не так мятежны или опасны, как их называют те, кто жаждет этого». Он умер в 1640 году.

## Наследие
У Мак-Картейга были непростые отношения с женой, которая ревновала его к наследству и донесла на него английским властям. Она также, по-видимому, не одобряла его политический выбор, сообщая, что она «не пошла бы просить милостыню в Ольстер или Испанию». В 1607 году он сообщил, что «отослал ту злую женщину, которая была моей женой…которую я не видел и не мог вынести почти год до моего заключения [в тюрьму]». Тем не менее, у него было четверо детей от неё, о которых известно: Тейг (умер мальчиком в Тауэре), Донал (перешедший в протестантизм и женившийся на Саре, дочери графа Антрима Макдоннелла), Флоренс (супруга — Мэри, дочь Донала III О’Донована) и Кормак (Чарльз).
Со временем титул Мак-Картейг Мор был ликвидирован, и родовые земли Фингина Мак-Доннчи Мак-Картейга были распределены между английскими поселенцами, среди которых был Ричард Бойл, 1-й граф Корк. Лорды Маккарти, включая Донала на Пипи из Карберри, Донала Маккарти (сына графа) и Дермота Маккарти из Маскерри, получили право собственности на свои земли, но должны были уступить английской короне до трети своего наследства. Дона Маккарти, сын Дермота Мак-Картейга, впоследствии ставшего виконтом Маскерри, впоследствии стал одним из лидеров Ирландского восстания 1641 года и Конфедерации Ирландии в 1640-х годах.
Грубый портрет Мак-Картейга был привезен во Францию в 1776 году дальним родственником Джастином Мак-Картейгом (1744—1811) из Спрингхауса, Банша, графство Типперери, который был прямым потомком Донала на Пипи и отправлялся в изгнание из-за жестокого обращения в Ирландии с католиками по уголовным законам. Портрет хранился в особняке по адресу: улица Маге, дом 3 в городе Тулуза, где он проживал как граф Маккарти-Рейг Тулузский. Граф был известен своей богатой библиотекой, которая по своему значению уступала только библиотеке короля в Париже.